# Campeonato Mundial de Clubes de Voleibol Masculino de 2015
O Campeonato Mundial de Clubes de Voleibol Masculino de 2015 foi a 11ª edição do torneio organizado anualmente pela FIVB, disputado entre os dias 27 e 31 de outubro no Ginásio Poliesportivo Divino Braga, localizado na cidade de Betim, estado de Minas Gerais, no Brasil.

## Formato de disputa
As seis  equipes foram dispostas em dois grupos de quatro equipes. Todas as equipes se enfrentaram dentro de seus grupos em turno único. As duas primeiras colocadas de cada grupo se classificaram para a fase semifinal, na qual se enfrentaram em cruzamento olímpico. Os times vencedores das semifinais se enfrentaram na partida final, que definiu o campeão; já as equipes derrotadas nas semifinais decidiram a terceira posição.
Para a classificação dentre dos grupos na primeira fase, o placar de 3-0 ou 3-1 garantiu três pontos para a equipe vencedora e nenhum para a equipe derrotada; já o placar de 3-2 garantiu dois pontos para a equipe vencedora e um para a perdedora.

## Equipes participantes
As seguintes equipes foram qualificadas ou convidadas para a disputa do Mundial de Clubes de 2015:
| Equipe               | País       | Qualificação               |
| -------------------- | ---------- | -------------------------- |
| ASE Sada Cruzeiro    | Brasil     | Representante do país-sede |
| Zenit Kazan          | Rússia     | Campeão Europeu            |
| Paykan Teerã         | Irão       | Representante CAV          |
| Capitanes de Arecibo | Porto Rico | Representante NORCECA      |
| UPCN Voley Club      | Argentina  | Campeão Sul-Americano      |
| Ahly Sporting Club   | Egito      | Campeão Africano           |

## Primeira fase
No dia 18 de setembro de 2015, a FIVB anunciou o resultado do sorteio de grupos e a tabela de jogos.

### Grupo A
Classificação
|     |                      |     | Jogos | Jogos | Jogos | Pontos | Pontos | Pontos | Sets | Sets | Sets  |
| Pos | Equipe               | Pts | T     | V     | D     | V      | P      | R      | V    | P    | R     |
| --- | -------------------- | --- | ----- | ----- | ----- | ------ | ------ | ------ | ---- | ---- | ----- |
| 1   | Zenit Kazan          | 6   | 2     | 2     | 0     | 169    | 138    | 1.225  | 6    | 1    | 6,000 |
| 2   | ASE Sada Cruzeiro    | 3   | 2     | 1     | 1     | 158    | 145    | 1.090  | 4    | 3    | 1.333 |
| 3   | Capitanes de Arecibo | 0   | 2     | 0     | 2     | 106    | 150    | 0.707  | 0    | 6    | 0,000 |

Resultados
- Horário de verão no Brasil UTC-02:00

| Data      | Hora  |                   | Placar |                      | Set 1 | Set 2 | Set 3 | Set 4 | Set 5 | Total | Relatório |
| --------- | ----- | ----------------- | ------ | -------------------- | ----- | ----- | ----- | ----- | ----- | ----- | --------- |
| 27 de out | 19:10 | ASE Sada Cruzeiro | 3–0    | Capitanes de Arecibo | 25-13 | 25-18 | 25-20 | -     | -     | 75–0  | 75-51     |
| 28 de out | 19:10 | ASE Sada Cruzeiro | 1–3    | Zenit Kazan          | 20-25 | 18-25 | 25-19 | 20-25 | -     | 83–0  | 83-94     |
| 29 de out | 16:10 | Zenit Kazan       | 3–0    | Capitanes de Arecibo | 25-19 | 25-20 | 25-16 | -     | -     | 75–0  | 75-55     |

### Grupo B
Classificação
|     |                    |     | Jogos | Jogos | Jogos | Pontos | Pontos | Pontos | Sets | Sets | Sets  |
| Pos | Equipe             | Pts | T     | V     | D     | V      | P      | R      | V    | P    | R     |
| --- | ------------------ | --- | ----- | ----- | ----- | ------ | ------ | ------ | ---- | ---- | ----- |
| 1   | Paykan Teerã       | 6   | 2     | 2     | 0     | 150    | 120    | 1.250  | 6    | 0    | MAX   |
| 2   | UPCN Voley Club    | 3   | 2     | 1     | 1     | 141    | 135    | 1.044  | 3    | 3    | 1,000 |
| 3   | Ahly Sporting Club | 0   | 2     | 0     | 2     | 114    | 150    | 0.760  | 0    | 6    | 0,000 |

Resultados
- Horário de verão no Brasil UTC-02:00

| Data      | Hora  |                 | Placar |                    | Set 1 | Set 2 | Set 3 | Set 4 | Set 5 | Total | Relatório |
| --------- | ----- | --------------- | ------ | ------------------ | ----- | ----- | ----- | ----- | ----- | ----- | --------- |
| 27 de out | 16:10 | Paykan Teerã    | 3–0    | Ahly Sporting Club | 25-19 | 25-20 | 25-15 | -     | -     | 75–0  | 75-54     |
| 28 de out | 16:10 | UPCN Voley Club | 3–0    | Ahly Sporting Club | 25-23 | 25-16 | 25-21 | -     | -     | 75–0  | 75-60     |
| 29 de out | 19:10 | UPCN Voley Club | 0–3    | Paykan Teerã       | 22-25 | 22-25 | 22-25 | -     | -     | 66–0  | 66-75     |

## Fase final
|  | Semifinais        | Semifinais    |   |               | Final             | Final |  |
|  |                   |               |   |               |                   |       |  |
|  | 30 de outubro     |               |   |               |                   |       |  |
|  | Paykan Teerã      | 0             |   |               |                   |       |  |
|  | ASE Sada Cruzeiro | 3             |   |               |                   |       |  |
|  |                   |               |   |               |                   |       |  |
|  |                   |               |   |               | 31 de outubro     |       |  |
|  |                   |               |   |               | ASE Sada Cruzeiro | 3     |  |
|  |                   | Zenit Kazan   | 1 |               |                   |       |  |
|  |                   |               |   |               |                   |       |  |
|  |                   |               |   |               |                   |       |  |
|  |                   |               |   |               | Terceiro lugar    |       |  |
|  | 30 de outubro     | 30 de outubro |   | 31 de outubro | 31 de outubro     |       |  |
|  | Zenit Kazan       | 3             |   | Paykan Teerã  | 2                 |       |  |
|  | UPCN Voley Club   | 0             |   |               | UPCN Voley Club   | 3     |  |

Resultados
- Horário de verão no Brasil UTC-02:00

## Semifinais
| Data      | Hora  |              | Placar |                   | Set 1 | Set 2 | Set 3 | Set 4 | Set 5 | Total | Relatório |
| --------- | ----- | ------------ | ------ | ----------------- | ----- | ----- | ----- | ----- | ----- | ----- | --------- |
| 30 de out | 16:30 | Zenit Kazan  | 3–0    | UPCN Voley Club   | 25-23 | 25-21 | 25-20 | -     | -     | 75–0  | 75-64     |
| 30 de out | 19:00 | Paykan Teerã | 0–3    | ASE Sada Cruzeiro | 19-25 | 17-25 | 17-25 | -     | -     | 53–0  | 53-75     |

## Terceiro lugar
| Data      | Hora  |              | Placar |                 | Set 1 | Set 2 | Set 3 | Set 4 | Set 5 | Total   | Relatório |
| --------- | ----- | ------------ | ------ | --------------- | ----- | ----- | ----- | ----- | ----- | ------- | --------- |
| 31 de out | 10:40 | Paykan Teerã | 2–3    | UPCN Voley Club | 25–21 | 25–22 | 20–25 | 23–25 | 14–16 | 107–109 | P2P3      |

## Final
| Data      | Hora  |                   | Placar |             | Set 1 | Set 2 | Set 3 | Set 4 | Set 5 | Total | Relatório |
| --------- | ----- | ----------------- | ------ | ----------- | ----- | ----- | ----- | ----- | ----- | ----- | --------- |
| 31 de out | 14:00 | ASE Sada Cruzeiro | 3–1    | Zenit Kazan | 25–20 | 21–25 | 27–25 | 25–21 |       | 98–91 | P2P3      |

## Premiação
| Campeonato Mundial de Clubes de Voleibol Masculino de 2015 |
| Brasil                                                     |
| ---------------------------------------------------------- |
| ASE Sada Cruzeiro Campeão (2° título)                      |

## Prêmios individuais
A seleção do campeonato foi composta pelos seguintes jogadores:
- MVP (Most Valuable Player):  Yoandy Leal